# プレシェーレン広場

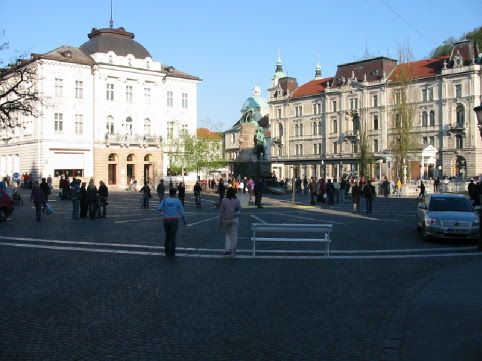
チョポヴァ通り終端から眺めたプレシェーレン広場。中心地にはフランツェ・プレシェーレンの銅像が建っている。

プレシェーレン広場（スロベニア語:Prešernov trg）は、スロベニア首都リュブリャナの中心広場である。
広場の中心地には、非常に有名なスロベニア人の詩人フランツェ・プレシェーレンと彼のムーサの銅像が建っている。広場の北にはバロック様式のフランシスコ教会(Frančiškanska cerkev)が建っている。
広場からリュブリャナの主要通りの1つである、チョポヴァ通り(Čopova ulica)に沿って北西に進むと、Namaというスロベニアを代表する百貨店がある。広場の南側にはリュブリャニツァ川が流れ、リュブリャナ市で最も有名な橋である三本橋(Tromostovje)が架かっている。三本橋は1929年にヨジェ・プレチニックが設計した。広場から東のPetkovškovo（通りの名前）へ行くと竜の橋がある。一方、南西方面のWolfova ulica（通りの名前）はコングレスニ広場(Kongresni trg)へとつながっている。
座標: 北緯46度03分04秒 東経14度30分22秒 / 北緯46.051度 東経14.506度